# Hậu duệ vương thất của Nữ vương Victoria và Quốc vương Christian IX
Hậu duệ vương thất của Victoria (Nữ vương Liên hiệp Anh)  và Christian IX (Quốc vương Đan Mạch) hiện tại vị trên ngai vàng của Bỉ, Đan Mạch, Luxembourg, Na Uy, Tây Ban Nha, Thụy Điển và Liên hiệp Anh. Trước khi Thế chiến I bùng nổ, những đứa cháu của họ đã chiếm giữ ngai vàng của Đan Mạch, Hy Lạp, Na Uy, Đức, România, Nga, Tây Ban Nha và Liên hiệp Anh. Vì vậy, Victoria của Anh được gọi là "Bà ngoại của Châu Âu" trong khi Vua Christian IX có biệt danh "Cha của Châu Âu". Trong số các vương quốc còn lại của châu Âu ngày nay, duy nhất Willem-Alexander của Hà Lan không phải hậu duệ của Victoria của Anh hay Vua Christian IX.

## Cháu
Victoria của Anh đã sắp xếp cuộc hôn nhân của con trai cả và người thừa kế, Edward VII, với Alexandra của Đan Mạch, con gái lớn của Vua Christian IX, diễn ra vào ngày 10 tháng 3 năm 1863. Trong số sáu người con của họ có George V (được biết tới là Hoàng đế Ấn Độ trong thời gian trị vì của ông) và Maud của Liên hiệp Anh (người sau này sẽ kết hôn với anh họ của họ, vua Haakon VII của Na Uy, một người cháu của Christian IX, ngày 22 tháng 7 năm 1896). Tuy nhiên, hai cuộc hôn nhân này không phải là sự hợp nhất duy nhất giữa con cháu của Victoria và Christian IX.
Người con thứ hai của Christian IX, Vương tử William, đã trở thành Vua Hy Lạp với tư cách là Georgios I ngay sau khi cuộc hôn nhân của chị gái ông Alexandra diễn ra, với mối quan hệ với Vương thất Anh. Ngày 27 tháng 10 năm 1889 con trai ông, sau là Kontantinos I của Hy Lạp, cưới Sophie của Phổ, cháu gái của Victoria, tạo nên một liên minh khác giữa con cháu của nữ vương Anh và vua Đan Mạch.
Năm 1865, con gái thứ hai của Christian IX Vương nữ Dagmar, đính hôn với Tsarevich Nicholas của Nga, con và người kế vị Tsar Alexander II. Sau cái chết ngay lập tức của chồng chưa cưới, Dagmar kết hôn với em trai của Nicholas, Tsarevich Alexander năm 1866, với tên gọi Nga là Maria Feodorovna. Từ năm 1881 đến 1894, bà là hoàng hậu của nước Nga. Con trai của bà, Nikolai II của Nga, cưới Alix của Hessen và Rhein, một cháu gái khác của Victoria của Anh, vào ngày 26 tháng 11 năm 1894, và bà trở thành hoàng hậu với tư cách là Aleksandra Fyodorovna.
Những đứa cháu khác trở thành quân chủ theo quyền kế vị hoặc phối ngẫu của chúng. Christian X của Đan Mạch là anh trai của Haakon VII của Na Uy và do đó là một cháu trai khác của Christian IX của Đan Mạch. William II, Hoàng đế Đức và Quốc vương Phổ là anh trai của Sophie của Phổ và do đó là một cháu trai trị vì khác của Victoria. Cuối cùng, Victoria có thêm hai cô cháu gái đã trở thành vương hậu: Marie của Edinburgh, cưới Ferdinand I của Romania, và Victoria Eugenie của Battenberg cưới Alfonso XIII của Tây Ban Nha.
Christian IX là ông nội của một hoàng đế và hai vị vua, tất cả đã kết hôn với cháu gái của Victoria, một trong số đó (Maud của Liên hiệp Anh) cũng là cháu của Christian IX. Tổng cộng, năm người cháu của ông đang trị vì vương quyền.
Victoria, trong khi đó, là bà của một hoàng đế, một vị vương-đế, bốn vương hậu và một hoàng hậu.

### Thế chiến I
Trong thời gian diễn ra Thế chiến I (1914–1918), nhiều quốc vương của cả hai bên có quan hệ mật thiết với nhau do họ có nguồn gốc từ Victoria của Anh, Vua Christian IX hoặc cả hai. Ví dụ phổ biến nhất được trích dẫn là thực tế rằng Nikolai, Alix của Hessen, Alexandra và Kaiser Wilhelm II của Đức đều là anh em họ đầu tiên của Vua George V của Vương quốc Anh. Các quốc gia khác chiến đấu chống lại Đức ngoài Nga và Vương quốc Anh là România, có vương hậu, Marie, vợ của vua Ferdinand I, em họ của Kaiser, và Hy Lạp, có vương hậu, Sophie, vợ của Vua Konstantinos I, là em gái của Kaiser.
Ngoài ra, Vua George V là anh em họ, thông qua Vua Christian IX, của cả Sa hoàng Nicholas II của Nga và Vua Konstantinos I của Hy Lạp. Không lâu trước khi kết thúc chiến tranh, Nikolai, vợ và các con của ông đã bị hành quyết bởi Bolsheviks. Những người anh em họ khác của George V, có quốc gia trung lập trong chiến tranh, là Vua Christian X của Đan Mạch, Vương hậu Victoria Eugenie của Tây Ban Nha (vương hậu của vua Alfonso XIII) và Vua Haakon VII của Na Uy (cũng là anh trai của George thông qua cuộc hôn nhân của mình với chị gái của George, Maud).

### Cây gia đình của những người cháu trị vì và phối ngẫu
|                                        |                                        |                                        |                                        |                                        |                                        |  |  |                                                         |                                                         |                                                         |                                                         |                                                         |                                                         |  |  | Christian IX của Đan Mạch 1863-1906 1818-1906  | Christian IX của Đan Mạch 1863-1906 1818-1906  | Christian IX của Đan Mạch 1863-1906 1818-1906  | Christian IX của Đan Mạch 1863-1906 1818-1906  | Christian IX của Đan Mạch 1863-1906 1818-1906  | Christian IX của Đan Mạch 1863-1906 1818-1906  |  |  |                                          |                                          |                                          |                                          |                                          |                                          |  |  |                                  |                                  |                                  |                                  |                                  |                                  |  |  |                                        |                                        |                                        |                                        |                                        |                                        |  |  | Victoria I của Liên hiệp Anh 1819-1901 1837-1901     | Victoria I của Liên hiệp Anh 1819-1901 1837-1901     | Victoria I của Liên hiệp Anh 1819-1901 1837-1901     | Victoria I của Liên hiệp Anh 1819-1901 1837-1901     | Victoria I của Liên hiệp Anh 1819-1901 1837-1901     | Victoria I của Liên hiệp Anh 1819-1901 1837-1901     |  |  |                                           |                                           |                                           |                                           |                                           |                                           |  |  |                                                  |                                                  |                                                  |                                                  |                                                  |                                                  |  |  |                                                 |                                                 |                                                 |                                                 |                                                 |                                                 |  |  |                                                                 |                                                                 |                                                                 |                                                                 |                                                                 |                                                                 |  |  |  |  |  |  |  |  |  |  |  |  |
|                                        |                                        |                                        |                                        |                                        |                                        |  |  |                                                         |                                                         |                                                         |                                                         |                                                         |                                                         |  |  | Christian IX của Đan Mạch 1863-1906 1818-1906  | Christian IX của Đan Mạch 1863-1906 1818-1906  | Christian IX của Đan Mạch 1863-1906 1818-1906  | Christian IX của Đan Mạch 1863-1906 1818-1906  | Christian IX của Đan Mạch 1863-1906 1818-1906  | Christian IX của Đan Mạch 1863-1906 1818-1906  |  |  |                                          |                                          |                                          |                                          |                                          |                                          |  |  |                                  |                                  |                                  |                                  |                                  |                                  |  |  |                                        |                                        |                                        |                                        |                                        |                                        |  |  | Victoria I của Liên hiệp Anh 1819-1901 1837-1901     | Victoria I của Liên hiệp Anh 1819-1901 1837-1901     | Victoria I của Liên hiệp Anh 1819-1901 1837-1901     | Victoria I của Liên hiệp Anh 1819-1901 1837-1901     | Victoria I của Liên hiệp Anh 1819-1901 1837-1901     | Victoria I của Liên hiệp Anh 1819-1901 1837-1901     |  |  |                                           |                                           |                                           |                                           |                                           |                                           |  |  |                                                  |                                                  |                                                  |                                                  |                                                  |                                                  |  |  |                                                 |                                                 |                                                 |                                                 |                                                 |                                                 |  |  |                                                                 |                                                                 |                                                                 |                                                                 |                                                                 |                                                                 |  |  |  |  |  |  |  |  |  |  |  |  |
|                                        |                                        |                                        |                                        |                                        |                                        |  |  |                                                         |                                                         |                                                         |                                                         |                                                         |                                                         |  |  |                                                |                                                |                                                |                                                |                                                |                                                |  |  |                                          |                                          |                                          |                                          |                                          |                                          |  |  |                                  |                                  |                                  |                                  |                                  |                                  |  |  |                                        |                                        |                                        |                                        |                                        |                                        |  |  |                                                      |                                                      |                                                      |                                                      |                                                      |                                                      |  |  |                                           |                                           |                                           |                                           |                                           |                                           |  |  |                                                  |                                                  |                                                  |                                                  |                                                  |                                                  |  |  |                                                 |                                                 |                                                 |                                                 |                                                 |                                                 |  |  |                                                                 |                                                                 |                                                                 |                                                                 |                                                                 |                                                                 |  |  |  |  |  |  |  |  |  |  |  |  |
| Dagmar của Đan Mạch 1848-1928          | Dagmar của Đan Mạch 1848-1928          | Dagmar của Đan Mạch 1848-1928          | Dagmar của Đan Mạch 1848-1928          | Dagmar của Đan Mạch 1848-1928          | Dagmar của Đan Mạch 1848-1928          |  |  | Georgios I của Hy Lạp 1863-1913 1845-1913               | Georgios I của Hy Lạp 1863-1913 1845-1913               | Georgios I của Hy Lạp 1863-1913 1845-1913               | Georgios I của Hy Lạp 1863-1913 1845-1913               | Georgios I của Hy Lạp 1863-1913 1845-1913               | Georgios I của Hy Lạp 1863-1913 1845-1913               |  |  | Frederik VIII của Đan Mạch 1906-1912 1843-1912 | Frederik VIII của Đan Mạch 1906-1912 1843-1912 | Frederik VIII của Đan Mạch 1906-1912 1843-1912 | Frederik VIII của Đan Mạch 1906-1912 1843-1912 | Frederik VIII của Đan Mạch 1906-1912 1843-1912 | Frederik VIII của Đan Mạch 1906-1912 1843-1912 |  |  |                                          |                                          |                                          |                                          |                                          |                                          |  |  | Alexandra của Đan Mạch 1844-1925 | Alexandra của Đan Mạch 1844-1925 | Alexandra của Đan Mạch 1844-1925 | Alexandra của Đan Mạch 1844-1925 | Alexandra của Đan Mạch 1844-1925 | Alexandra của Đan Mạch 1844-1925 |  |  | Edward VII của Anh 1901-1910 1844-1910 | Edward VII của Anh 1901-1910 1844-1910 | Edward VII của Anh 1901-1910 1844-1910 | Edward VII của Anh 1901-1910 1844-1910 | Edward VII của Anh 1901-1910 1844-1910 | Edward VII của Anh 1901-1910 1844-1910 |  |  | Victoria Vương nữ Vương thất Hoàng hậu Đức 1840-1901 | Victoria Vương nữ Vương thất Hoàng hậu Đức 1840-1901 | Victoria Vương nữ Vương thất Hoàng hậu Đức 1840-1901 | Victoria Vương nữ Vương thất Hoàng hậu Đức 1840-1901 | Victoria Vương nữ Vương thất Hoàng hậu Đức 1840-1901 | Victoria Vương nữ Vương thất Hoàng hậu Đức 1840-1901 |  |  |                                           |                                           |                                           |                                           |                                           |                                           |  |  | Alice của Liên hiệp Anh 1843-1878                | Alice của Liên hiệp Anh 1843-1878                | Alice của Liên hiệp Anh 1843-1878                | Alice của Liên hiệp Anh 1843-1878                | Alice của Liên hiệp Anh 1843-1878                | Alice của Liên hiệp Anh 1843-1878                |  |  | Alfred xứ Sachsen‑Coburg và Gotha 1844-1900     | Alfred xứ Sachsen‑Coburg và Gotha 1844-1900     | Alfred xứ Sachsen‑Coburg và Gotha 1844-1900     | Alfred xứ Sachsen‑Coburg và Gotha 1844-1900     | Alfred xứ Sachsen‑Coburg và Gotha 1844-1900     | Alfred xứ Sachsen‑Coburg và Gotha 1844-1900     |  |  | Beatrice 1857-1944                                              | Beatrice 1857-1944                                              | Beatrice 1857-1944                                              | Beatrice 1857-1944                                              | Beatrice 1857-1944                                              | Beatrice 1857-1944                                              |  |  |  |  |  |  |  |  |  |  |  |  |
| Dagmar của Đan Mạch 1848-1928          | Dagmar của Đan Mạch 1848-1928          | Dagmar của Đan Mạch 1848-1928          | Dagmar của Đan Mạch 1848-1928          | Dagmar của Đan Mạch 1848-1928          | Dagmar của Đan Mạch 1848-1928          |  |  | Georgios I của Hy Lạp 1863-1913 1845-1913               | Georgios I của Hy Lạp 1863-1913 1845-1913               | Georgios I của Hy Lạp 1863-1913 1845-1913               | Georgios I của Hy Lạp 1863-1913 1845-1913               | Georgios I của Hy Lạp 1863-1913 1845-1913               | Georgios I của Hy Lạp 1863-1913 1845-1913               |  |  | Frederik VIII của Đan Mạch 1906-1912 1843-1912 | Frederik VIII của Đan Mạch 1906-1912 1843-1912 | Frederik VIII của Đan Mạch 1906-1912 1843-1912 | Frederik VIII của Đan Mạch 1906-1912 1843-1912 | Frederik VIII của Đan Mạch 1906-1912 1843-1912 | Frederik VIII của Đan Mạch 1906-1912 1843-1912 |  |  |                                          |                                          |                                          |                                          |                                          |                                          |  |  | Alexandra của Đan Mạch 1844-1925 | Alexandra của Đan Mạch 1844-1925 | Alexandra của Đan Mạch 1844-1925 | Alexandra của Đan Mạch 1844-1925 | Alexandra của Đan Mạch 1844-1925 | Alexandra của Đan Mạch 1844-1925 |  |  | Edward VII của Anh 1901-1910 1844-1910 | Edward VII của Anh 1901-1910 1844-1910 | Edward VII của Anh 1901-1910 1844-1910 | Edward VII của Anh 1901-1910 1844-1910 | Edward VII của Anh 1901-1910 1844-1910 | Edward VII của Anh 1901-1910 1844-1910 |  |  | Victoria Vương nữ Vương thất Hoàng hậu Đức 1840-1901 | Victoria Vương nữ Vương thất Hoàng hậu Đức 1840-1901 | Victoria Vương nữ Vương thất Hoàng hậu Đức 1840-1901 | Victoria Vương nữ Vương thất Hoàng hậu Đức 1840-1901 | Victoria Vương nữ Vương thất Hoàng hậu Đức 1840-1901 | Victoria Vương nữ Vương thất Hoàng hậu Đức 1840-1901 |  |  |                                           |                                           |                                           |                                           |                                           |                                           |  |  | Alice của Liên hiệp Anh 1843-1878                | Alice của Liên hiệp Anh 1843-1878                | Alice của Liên hiệp Anh 1843-1878                | Alice của Liên hiệp Anh 1843-1878                | Alice của Liên hiệp Anh 1843-1878                | Alice của Liên hiệp Anh 1843-1878                |  |  | Alfred xứ Sachsen‑Coburg và Gotha 1844-1900     | Alfred xứ Sachsen‑Coburg và Gotha 1844-1900     | Alfred xứ Sachsen‑Coburg và Gotha 1844-1900     | Alfred xứ Sachsen‑Coburg và Gotha 1844-1900     | Alfred xứ Sachsen‑Coburg và Gotha 1844-1900     | Alfred xứ Sachsen‑Coburg và Gotha 1844-1900     |  |  | Beatrice 1857-1944                                              | Beatrice 1857-1944                                              | Beatrice 1857-1944                                              | Beatrice 1857-1944                                              | Beatrice 1857-1944                                              | Beatrice 1857-1944                                              |  |  |  |  |  |  |  |  |  |  |  |  |
|                                        |                                        |                                        |                                        |                                        |                                        |  |  |                                                         |                                                         |                                                         |                                                         |                                                         |                                                         |  |  |                                                |                                                |                                                |                                                |                                                |                                                |  |  |                                          |                                          |                                          |                                          |                                          |                                          |  |  |                                  |                                  |                                  |                                  |                                  |                                  |  |  |                                        |                                        |                                        |                                        |                                        |                                        |  |  |                                                      |                                                      |                                                      |                                                      |                                                      |                                                      |  |  |                                           |                                           |                                           |                                           |                                           |                                           |  |  |                                                  |                                                  |                                                  |                                                  |                                                  |                                                  |  |  |                                                 |                                                 |                                                 |                                                 |                                                 |                                                 |  |  |                                                                 |                                                                 |                                                                 |                                                                 |                                                                 |                                                                 |  |  |  |  |  |  |  |  |  |  |  |  |
|                                        |                                        |                                        |                                        |                                        |                                        |  |  |                                                         |                                                         |                                                         |                                                         |                                                         |                                                         |  |  |                                                |                                                |                                                |                                                |                                                |                                                |  |  |                                          |                                          |                                          |                                          |                                          |                                          |  |  |                                  |                                  |                                  |                                  |                                  |                                  |  |  |                                        |                                        |                                        |                                        |                                        |                                        |  |  |                                                      |                                                      |                                                      |                                                      |                                                      |                                                      |  |  |                                           |                                           |                                           |                                           |                                           |                                           |  |  |                                                  |                                                  |                                                  |                                                  |                                                  |                                                  |  |  |                                                 |                                                 |                                                 |                                                 |                                                 |                                                 |  |  |                                                                 |                                                                 |                                                                 |                                                                 |                                                                 |                                                                 |  |  |  |  |  |  |  |  |  |  |  |  |
| Nikolai II của Nga 1894-1917 1868-1918 | Nikolai II của Nga 1894-1917 1868-1918 | Nikolai II của Nga 1894-1917 1868-1918 | Nikolai II của Nga 1894-1917 1868-1918 | Nikolai II của Nga 1894-1917 1868-1918 | Nikolai II của Nga 1894-1917 1868-1918 |  |  | Constantine I của Hy Lạp 1913-1917; 1920-1922 1868-1923 | Constantine I của Hy Lạp 1913-1917; 1920-1922 1868-1923 | Constantine I của Hy Lạp 1913-1917; 1920-1922 1868-1923 | Constantine I của Hy Lạp 1913-1917; 1920-1922 1868-1923 | Constantine I của Hy Lạp 1913-1917; 1920-1922 1868-1923 | Constantine I của Hy Lạp 1913-1917; 1920-1922 1868-1923 |  |  | Christian X của Đan Mạch 1912-1947 1870-1947   | Christian X của Đan Mạch 1912-1947 1870-1947   | Christian X của Đan Mạch 1912-1947 1870-1947   | Christian X của Đan Mạch 1912-1947 1870-1947   | Christian X của Đan Mạch 1912-1947 1870-1947   | Christian X của Đan Mạch 1912-1947 1870-1947   |  |  | Haakon VII của Na Uy 1905-1957 1872-1957 | Haakon VII của Na Uy 1905-1957 1872-1957 | Haakon VII của Na Uy 1905-1957 1872-1957 | Haakon VII của Na Uy 1905-1957 1872-1957 | Haakon VII của Na Uy 1905-1957 1872-1957 | Haakon VII của Na Uy 1905-1957 1872-1957 |  |  | Maud của Liên hiệp Anh 1869-1938 | Maud của Liên hiệp Anh 1869-1938 | Maud của Liên hiệp Anh 1869-1938 | Maud của Liên hiệp Anh 1869-1938 | Maud của Liên hiệp Anh 1869-1938 | Maud của Liên hiệp Anh 1869-1938 |  |  | George V của Anh 1910-1936 1865-1936   | George V của Anh 1910-1936 1865-1936   | George V của Anh 1910-1936 1865-1936   | George V của Anh 1910-1936 1865-1936   | George V của Anh 1910-1936 1865-1936   | George V của Anh 1910-1936 1865-1936   |  |  | William II Hoàng đế Đức 1888-1918 1859-1941          | William II Hoàng đế Đức 1888-1918 1859-1941          | William II Hoàng đế Đức 1888-1918 1859-1941          | William II Hoàng đế Đức 1888-1918 1859-1941          | William II Hoàng đế Đức 1888-1918 1859-1941          | William II Hoàng đế Đức 1888-1918 1859-1941          |  |  | Sophie của Phổ Vương hậu Hy Lạp 1870-1932 | Sophie của Phổ Vương hậu Hy Lạp 1870-1932 | Sophie của Phổ Vương hậu Hy Lạp 1870-1932 | Sophie của Phổ Vương hậu Hy Lạp 1870-1932 | Sophie của Phổ Vương hậu Hy Lạp 1870-1932 | Sophie của Phổ Vương hậu Hy Lạp 1870-1932 |  |  | Alix của Hessen Hoàng hậu của toàn Nga 1872-1918 | Alix của Hessen Hoàng hậu của toàn Nga 1872-1918 | Alix của Hessen Hoàng hậu của toàn Nga 1872-1918 | Alix của Hessen Hoàng hậu của toàn Nga 1872-1918 | Alix của Hessen Hoàng hậu của toàn Nga 1872-1918 | Alix của Hessen Hoàng hậu của toàn Nga 1872-1918 |  |  | Marie của Edinburgh Vương hậu Romania 1875-1938 | Marie của Edinburgh Vương hậu Romania 1875-1938 | Marie của Edinburgh Vương hậu Romania 1875-1938 | Marie của Edinburgh Vương hậu Romania 1875-1938 | Marie của Edinburgh Vương hậu Romania 1875-1938 | Marie của Edinburgh Vương hậu Romania 1875-1938 |  |  | Victoria Eugenie của Battenberg Vương hậu Tây Ban Nha 1887-1969 | Victoria Eugenie của Battenberg Vương hậu Tây Ban Nha 1887-1969 | Victoria Eugenie của Battenberg Vương hậu Tây Ban Nha 1887-1969 | Victoria Eugenie của Battenberg Vương hậu Tây Ban Nha 1887-1969 | Victoria Eugenie của Battenberg Vương hậu Tây Ban Nha 1887-1969 | Victoria Eugenie của Battenberg Vương hậu Tây Ban Nha 1887-1969 |  |  |  |  |  |  |  |  |  |  |  |  |
| Nikolai II của Nga 1894-1917 1868-1918 | Nikolai II của Nga 1894-1917 1868-1918 | Nikolai II của Nga 1894-1917 1868-1918 | Nikolai II của Nga 1894-1917 1868-1918 | Nikolai II của Nga 1894-1917 1868-1918 | Nikolai II của Nga 1894-1917 1868-1918 |  |  | Constantine I của Hy Lạp 1913-1917; 1920-1922 1868-1923 | Constantine I của Hy Lạp 1913-1917; 1920-1922 1868-1923 | Constantine I của Hy Lạp 1913-1917; 1920-1922 1868-1923 | Constantine I của Hy Lạp 1913-1917; 1920-1922 1868-1923 | Constantine I của Hy Lạp 1913-1917; 1920-1922 1868-1923 | Constantine I của Hy Lạp 1913-1917; 1920-1922 1868-1923 |  |  | Christian X của Đan Mạch 1912-1947 1870-1947   | Christian X của Đan Mạch 1912-1947 1870-1947   | Christian X của Đan Mạch 1912-1947 1870-1947   | Christian X của Đan Mạch 1912-1947 1870-1947   | Christian X của Đan Mạch 1912-1947 1870-1947   | Christian X của Đan Mạch 1912-1947 1870-1947   |  |  | Haakon VII của Na Uy 1905-1957 1872-1957 | Haakon VII của Na Uy 1905-1957 1872-1957 | Haakon VII của Na Uy 1905-1957 1872-1957 | Haakon VII của Na Uy 1905-1957 1872-1957 | Haakon VII của Na Uy 1905-1957 1872-1957 | Haakon VII của Na Uy 1905-1957 1872-1957 |  |  | Maud của Liên hiệp Anh 1869-1938 | Maud của Liên hiệp Anh 1869-1938 | Maud của Liên hiệp Anh 1869-1938 | Maud của Liên hiệp Anh 1869-1938 | Maud của Liên hiệp Anh 1869-1938 | Maud của Liên hiệp Anh 1869-1938 |  |  | George V của Anh 1910-1936 1865-1936   | George V của Anh 1910-1936 1865-1936   | George V của Anh 1910-1936 1865-1936   | George V của Anh 1910-1936 1865-1936   | George V của Anh 1910-1936 1865-1936   | George V của Anh 1910-1936 1865-1936   |  |  | William II Hoàng đế Đức 1888-1918 1859-1941          | William II Hoàng đế Đức 1888-1918 1859-1941          | William II Hoàng đế Đức 1888-1918 1859-1941          | William II Hoàng đế Đức 1888-1918 1859-1941          | William II Hoàng đế Đức 1888-1918 1859-1941          | William II Hoàng đế Đức 1888-1918 1859-1941          |  |  | Sophie của Phổ Vương hậu Hy Lạp 1870-1932 | Sophie của Phổ Vương hậu Hy Lạp 1870-1932 | Sophie của Phổ Vương hậu Hy Lạp 1870-1932 | Sophie của Phổ Vương hậu Hy Lạp 1870-1932 | Sophie của Phổ Vương hậu Hy Lạp 1870-1932 | Sophie của Phổ Vương hậu Hy Lạp 1870-1932 |  |  | Alix của Hessen Hoàng hậu của toàn Nga 1872-1918 | Alix của Hessen Hoàng hậu của toàn Nga 1872-1918 | Alix của Hessen Hoàng hậu của toàn Nga 1872-1918 | Alix của Hessen Hoàng hậu của toàn Nga 1872-1918 | Alix của Hessen Hoàng hậu của toàn Nga 1872-1918 | Alix của Hessen Hoàng hậu của toàn Nga 1872-1918 |  |  | Marie của Edinburgh Vương hậu Romania 1875-1938 | Marie của Edinburgh Vương hậu Romania 1875-1938 | Marie của Edinburgh Vương hậu Romania 1875-1938 | Marie của Edinburgh Vương hậu Romania 1875-1938 | Marie của Edinburgh Vương hậu Romania 1875-1938 | Marie của Edinburgh Vương hậu Romania 1875-1938 |  |  | Victoria Eugenie của Battenberg Vương hậu Tây Ban Nha 1887-1969 | Victoria Eugenie của Battenberg Vương hậu Tây Ban Nha 1887-1969 | Victoria Eugenie của Battenberg Vương hậu Tây Ban Nha 1887-1969 | Victoria Eugenie của Battenberg Vương hậu Tây Ban Nha 1887-1969 | Victoria Eugenie của Battenberg Vương hậu Tây Ban Nha 1887-1969 | Victoria Eugenie của Battenberg Vương hậu Tây Ban Nha 1887-1969 |  |  |  |  |  |  |  |  |  |  |  |  |
|                                        |                                        |                                        |                                        |                                        |                                        |  |  |                                                         |                                                         |                                                         |                                                         |                                                         |                                                         |  |  |                                                |                                                |                                                |                                                |                                                |                                                |  |  |                                          |                                          |                                          |                                          |                                          |                                          |  |  |                                  |                                  |                                  |                                  |                                  |                                  |  |  |                                        |                                        |                                        |                                        |                                        |                                        |  |  |                                                      |                                                      |                                                      |                                                      |                                                      |                                                      |  |  |                                           |                                           |                                           |                                           |                                           |                                           |  |  |                                                  |                                                  |                                                  |                                                  |                                                  |                                                  |  |  |                                                 |                                                 |                                                 |                                                 |                                                 |                                                 |  |  |                                                                 |                                                                 |                                                                 |                                                                 |                                                                 |                                                                 |  |  |  |  |  |  |  |  |  |  |  |  |
|                                        |                                        |                                        |                                        |                                        |                                        |  |  |                                                         |                                                         |                                                         |                                                         |                                                         |                                                         |  |  |                                                |                                                |                                                |                                                |                                                |                                                |  |  |                                          |                                          |                                          |                                          |                                          |                                          |  |  |                                  |                                  |                                  |                                  |                                  |                                  |  |  |                                        |                                        |                                        |                                        |                                        |                                        |  |  |                                                      |                                                      |                                                      |                                                      |                                                      |                                                      |  |  |                                           |                                           |                                           |                                           |                                           |                                           |  |  |                                                  |                                                  |                                                  |                                                  |                                                  |                                                  |  |  |                                                 |                                                 |                                                 |                                                 |                                                 |                                                 |  |  |                                                                 |                                                                 |                                                                 |                                                                 |                                                                 |                                                                 |  |  |  |  |  |  |  |  |  |  |  |  |
|                                        |                                        |                                        |                                        |                                        |                                        |  |  |                                                         |                                                         |                                                         |                                                         |                                                         |                                                         |  |  |                                                |                                                |                                                |                                                |                                                |                                                |  |  |                                          |                                          |                                          |                                          |                                          |                                          |  |  |                                  |                                  |                                  |                                  |                                  |                                  |  |  |                                        |                                        |                                        |                                        |                                        |                                        |  |  |                                                      |                                                      |                                                      |                                                      |                                                      |                                                      |  |  |                                           |                                           |                                           |                                           |                                           |                                           |  |  |                                                  |                                                  |                                                  |                                                  |                                                  |                                                  |  |  |                                                 |                                                 |                                                 |                                                 |                                                 |                                                 |  |  |                                                                 |                                                                 |                                                                 |                                                                 |                                                                 |                                                                 |  |  |  |  |  |  |  |  |  |  |  |  |
|                                        |                                        |                                        |                                        |                                        |                                        |  |  |                                                         |                                                         |                                                         |                                                         |                                                         |                                                         |  |  |                                                |                                                |                                                |                                                |                                                |                                                |  |  |                                          |                                          |                                          |                                          |                                          |                                          |  |  |                                  |                                  |                                  |                                  |                                  |                                  |  |  |                                        |                                        |                                        |                                        |                                        |                                        |  |  |                                                      |                                                      |                                                      |                                                      |                                                      |                                                      |  |  |                                           |                                           |                                           |                                           |                                           |                                           |  |  |                                                  |                                                  |                                                  |                                                  |                                                  |                                                  |  |  |                                                 |                                                 |                                                 |                                                 |                                                 |                                                 |  |  |                                                                 |                                                                 |                                                                 |                                                                 |                                                                 |                                                                 |  |  |  |  |  |  |  |  |  |  |  |  |
|                                        |                                        |                                        |                                        |                                        |                                        |  |  |                                                         |                                                         |                                                         |                                                         |                                                         |                                                         |  |  |                                                |                                                |                                                |                                                |                                                |                                                |  |  |                                          |                                          |                                          |                                          |                                          |                                          |  |  |                                  |                                  |                                  |                                  |                                  |                                  |  |  |                                        |                                        |                                        |                                        |                                        |                                        |  |  |                                                      |                                                      |                                                      |                                                      |                                                      |                                                      |  |  |                                           |                                           |                                           |                                           |                                           |                                           |  |  |                                                  |                                                  |                                                  |                                                  |                                                  |                                                  |  |  |                                                 |                                                 |                                                 |                                                 |                                                 |                                                 |  |  |                                                                 |                                                                 |                                                                 |                                                                 |                                                                 |                                                                 |  |  |  |  |  |  |  |  |  |  |  |  |

## Hậu duệ trị vì ngày nay
Sự hợp nhất giữa con cháu của Victoria của Anh và Vua Christian IX đã không kết thúc với Chiến tranh thế giới thứ nhất, bất chấp sự lật đổ của cả hai chế độ quân chủ Đức và Nga (cùng với Gia tộc Habsburg ở Đế quốc Áo-Hung). Trái lại, gần như tất cả các vị vua và hoàng hậu trị vì châu Âu ngày nay có quan hệ mật thiết nhất thông qua dòng dõi của họ từ Victoria, Christian hoặc cả hai.
Hiện tại, có bảy vương quốc còn lại ở châu Âu:

1.	Bỉ: Vua Philippe & Vương hậu Mathilde

2.	Đan Mạch: Nữ vương Margrethe II

3.	Na Uy: Vua Harald V & Vương hậu Sonja

4.	Tây Ban Nha: Vua Felipe VI & Vương hậu Letizia

5.	Thụy Điển: Vua Carl XVI Gustaf & Vương hậu Silvia

6.	Liên hiệp Anh: Charles III & Vương hậu Camilla

7.	Hà Lan: Vua Willem-Alexander & Vương hậu Máxima
Vua Harald V của Na Uy, Nữ vương Elizabeth II của Liên hiệp Anh, chồng bà, Philippos của Hy Lạp và Đan Mạch, Vương tế Anh, Nữ vương Margrethe II của Đan Mạch và Vua Felipe VI của Tây Ban Nha tất cả đều là hậu duệ của cả Victoria của Anh và Vua Christian IX.

## Hậu duệ của Victoria của Anh
|                                                                            |                                                                            |                                                                            |                                                                            |                                                                            |                                                                            |  |  |                                        |                                        |                                        |                                        |                                        |                                        |  |  |                                      |                                      |                                      |                                      |                                      |                                      |  |  | Nữ vương Victoria                                     |                                                       |                                                       |                                                       |                                                       |                                                       |  |  |                                                  |                                                  |                                                  |                                                  |                                                  |                                                  |  |  |                                                                          |                                                                          |                                                                          |                                                                          |                                                                          |                                                                          |  |  |                                                                  |                                                                  |                                                                  |                                                                  |                                                                  |                                                                  |  |  |                                                      |                                                      |                                                      |                                                      |                                                      |                                                      |  |  |                                            |                                            |                                            |                                            |                                            |                                            |  |  |  |  |  |  |  |  |  |  |  |  |  |  |  |  |  |  |  |  |  |  |  |  |  |  |  |  |  |  |  |  |  |  |  |  |  |  |  |  |  |  |  |  |  |  |  |  |
|                                                                            |                                                                            |                                                                            |                                                                            |                                                                            |                                                                            |  |  |                                        |                                        |                                        |                                        |                                        |                                        |  |  |                                      |                                      |                                      |                                      |                                      |                                      |  |  |                                                       |                                                       |                                                       |                                                       |                                                       |                                                       |  |  |                                                  |                                                  |                                                  |                                                  |                                                  |                                                  |  |  |                                                                          |                                                                          |                                                                          |                                                                          |                                                                          |                                                                          |  |  |                                                                  |                                                                  |                                                                  |                                                                  |                                                                  |                                                                  |  |  |                                                      |                                                      |                                                      |                                                      |                                                      |                                                      |  |  |                                            |                                            |                                            |                                            |                                            |                                            |  |  |  |  |  |  |  |  |  |  |  |  |  |  |  |  |  |  |  |  |  |  |  |  |  |  |  |  |  |  |  |  |  |  |  |  |  |  |  |  |  |  |  |  |  |  |  |  |
|                                                                            |                                                                            |                                                                            |                                                                            |                                                                            |                                                                            |  |  |                                        |                                        |                                        |                                        |                                        |                                        |  |  |                                      |                                      |                                      |                                      |                                      |                                      |  |  |                                                       |                                                       |                                                       |                                                       |                                                       |                                                       |  |  |                                                  |                                                  |                                                  |                                                  |                                                  |                                                  |  |  |                                                                          |                                                                          |                                                                          |                                                                          |                                                                          |                                                                          |  |  |                                                                  |                                                                  |                                                                  |                                                                  |                                                                  |                                                                  |  |  |                                                      |                                                      |                                                      |                                                      |                                                      |                                                      |  |  |                                            |                                            |                                            |                                            |                                            |                                            |  |  |  |  |  |  |  |  |  |  |  |  |  |  |  |  |  |  |  |  |  |  |  |  |  |  |  |  |  |  |  |  |  |  |  |  |  |  |  |  |  |  |  |  |  |  |  |  |
| Alice của Liên hiệp Anh 1843-1878                                          | Alice của Liên hiệp Anh 1843-1878                                          | Alice của Liên hiệp Anh 1843-1878                                          | Alice của Liên hiệp Anh 1843-1878                                          | Alice của Liên hiệp Anh 1843-1878                                          | Alice của Liên hiệp Anh 1843-1878                                          |  |  | Edward VII của Anh 1901-1910 1844-1910 | Edward VII của Anh 1901-1910 1844-1910 | Edward VII của Anh 1901-1910 1844-1910 | Edward VII của Anh 1901-1910 1844-1910 | Edward VII của Anh 1901-1910 1844-1910 | Edward VII của Anh 1901-1910 1844-1910 |  |  |                                      |                                      |                                      |                                      |                                      |                                      |  |  | Arthur Công tước xứ Connaught và Strathearn 1850-1942 | Arthur Công tước xứ Connaught và Strathearn 1850-1942 | Arthur Công tước xứ Connaught và Strathearn 1850-1942 | Arthur Công tước xứ Connaught và Strathearn 1850-1942 | Arthur Công tước xứ Connaught và Strathearn 1850-1942 | Arthur Công tước xứ Connaught và Strathearn 1850-1942 |  |  |                                                  |                                                  |                                                  |                                                  |                                                  |                                                  |  |  | Leopold Công tước xứ Albany 1853-1884                                    | Leopold Công tước xứ Albany 1853-1884                                    | Leopold Công tước xứ Albany 1853-1884                                    | Leopold Công tước xứ Albany 1853-1884                                    | Leopold Công tước xứ Albany 1853-1884                                    | Leopold Công tước xứ Albany 1853-1884                                    |  |  | Beatrice của Liên hiệp Anh 1857-1944                             | Beatrice của Liên hiệp Anh 1857-1944                             | Beatrice của Liên hiệp Anh 1857-1944                             | Beatrice của Liên hiệp Anh 1857-1944                             | Beatrice của Liên hiệp Anh 1857-1944                             | Beatrice của Liên hiệp Anh 1857-1944                             |  |  | Victoria Vương nữ Vương thất Hoàng hậu Đức 1840-1901 | Victoria Vương nữ Vương thất Hoàng hậu Đức 1840-1901 | Victoria Vương nữ Vương thất Hoàng hậu Đức 1840-1901 | Victoria Vương nữ Vương thất Hoàng hậu Đức 1840-1901 | Victoria Vương nữ Vương thất Hoàng hậu Đức 1840-1901 | Victoria Vương nữ Vương thất Hoàng hậu Đức 1840-1901 |  |  |                                            |                                            |                                            |                                            |                                            |                                            |  |  |  |  |  |  |  |  |  |  |  |  |  |  |  |  |  |  |  |  |  |  |  |  |  |  |  |  |  |  |  |  |  |  |  |  |  |  |  |  |  |  |  |  |  |  |  |  |
| Alice của Liên hiệp Anh 1843-1878                                          | Alice của Liên hiệp Anh 1843-1878                                          | Alice của Liên hiệp Anh 1843-1878                                          | Alice của Liên hiệp Anh 1843-1878                                          | Alice của Liên hiệp Anh 1843-1878                                          | Alice của Liên hiệp Anh 1843-1878                                          |  |  | Edward VII của Anh 1901-1910 1844-1910 | Edward VII của Anh 1901-1910 1844-1910 | Edward VII của Anh 1901-1910 1844-1910 | Edward VII của Anh 1901-1910 1844-1910 | Edward VII của Anh 1901-1910 1844-1910 | Edward VII của Anh 1901-1910 1844-1910 |  |  |                                      |                                      |                                      |                                      |                                      |                                      |  |  | Arthur Công tước xứ Connaught và Strathearn 1850-1942 | Arthur Công tước xứ Connaught và Strathearn 1850-1942 | Arthur Công tước xứ Connaught và Strathearn 1850-1942 | Arthur Công tước xứ Connaught và Strathearn 1850-1942 | Arthur Công tước xứ Connaught và Strathearn 1850-1942 | Arthur Công tước xứ Connaught và Strathearn 1850-1942 |  |  |                                                  |                                                  |                                                  |                                                  |                                                  |                                                  |  |  | Leopold Công tước xứ Albany 1853-1884                                    | Leopold Công tước xứ Albany 1853-1884                                    | Leopold Công tước xứ Albany 1853-1884                                    | Leopold Công tước xứ Albany 1853-1884                                    | Leopold Công tước xứ Albany 1853-1884                                    | Leopold Công tước xứ Albany 1853-1884                                    |  |  | Beatrice của Liên hiệp Anh 1857-1944                             | Beatrice của Liên hiệp Anh 1857-1944                             | Beatrice của Liên hiệp Anh 1857-1944                             | Beatrice của Liên hiệp Anh 1857-1944                             | Beatrice của Liên hiệp Anh 1857-1944                             | Beatrice của Liên hiệp Anh 1857-1944                             |  |  | Victoria Vương nữ Vương thất Hoàng hậu Đức 1840-1901 | Victoria Vương nữ Vương thất Hoàng hậu Đức 1840-1901 | Victoria Vương nữ Vương thất Hoàng hậu Đức 1840-1901 | Victoria Vương nữ Vương thất Hoàng hậu Đức 1840-1901 | Victoria Vương nữ Vương thất Hoàng hậu Đức 1840-1901 | Victoria Vương nữ Vương thất Hoàng hậu Đức 1840-1901 |  |  |                                            |                                            |                                            |                                            |                                            |                                            |  |  |  |  |  |  |  |  |  |  |  |  |  |  |  |  |  |  |  |  |  |  |  |  |  |  |  |  |  |  |  |  |  |  |  |  |  |  |  |  |  |  |  |  |  |  |  |  |
|                                                                            |                                                                            |                                                                            |                                                                            |                                                                            |                                                                            |  |  |                                        |                                        |                                        |                                        |                                        |                                        |  |  |                                      |                                      |                                      |                                      |                                      |                                      |  |  |                                                       |                                                       |                                                       |                                                       |                                                       |                                                       |  |  |                                                  |                                                  |                                                  |                                                  |                                                  |                                                  |  |  |                                                                          |                                                                          |                                                                          |                                                                          |                                                                          |                                                                          |  |  |                                                                  |                                                                  |                                                                  |                                                                  |                                                                  |                                                                  |  |  |                                                      |                                                      |                                                      |                                                      |                                                      |                                                      |  |  |                                            |                                            |                                            |                                            |                                            |                                            |  |  |  |  |  |  |  |  |  |  |  |  |  |  |  |  |  |  |  |  |  |  |  |  |  |  |  |  |  |  |  |  |  |  |  |  |  |  |  |  |  |  |  |  |  |  |  |  |
| Victoria của Hessen và Rhein, Hầu tước phu nhân xứ Milford Haven 1863-1950 | Victoria của Hessen và Rhein, Hầu tước phu nhân xứ Milford Haven 1863-1950 | Victoria của Hessen và Rhein, Hầu tước phu nhân xứ Milford Haven 1863-1950 | Victoria của Hessen và Rhein, Hầu tước phu nhân xứ Milford Haven 1863-1950 | Victoria của Hessen và Rhein, Hầu tước phu nhân xứ Milford Haven 1863-1950 | Victoria của Hessen và Rhein, Hầu tước phu nhân xứ Milford Haven 1863-1950 |  |  | George V 1910-1936 1865-1936           | George V 1910-1936 1865-1936           | George V 1910-1936 1865-1936           | George V 1910-1936 1865-1936           | George V 1910-1936 1865-1936           | George V 1910-1936 1865-1936           |  |  | Maud của Liên hiệp Anh 1869-1938     | Maud của Liên hiệp Anh 1869-1938     | Maud của Liên hiệp Anh 1869-1938     | Maud của Liên hiệp Anh 1869-1938     | Maud của Liên hiệp Anh 1869-1938     | Maud của Liên hiệp Anh 1869-1938     |  |  | Margaret xứ Connaught 1882-1920                       | Margaret xứ Connaught 1882-1920                       | Margaret xứ Connaught 1882-1920                       | Margaret xứ Connaught 1882-1920                       | Margaret xứ Connaught 1882-1920                       | Margaret xứ Connaught 1882-1920                       |  |  |                                                  |                                                  |                                                  |                                                  |                                                  |                                                  |  |  | Charles Edward Công tước xứ Saxe- Coburg và Gotha 1884-1954              | Charles Edward Công tước xứ Saxe- Coburg và Gotha 1884-1954              | Charles Edward Công tước xứ Saxe- Coburg và Gotha 1884-1954              | Charles Edward Công tước xứ Saxe- Coburg và Gotha 1884-1954              | Charles Edward Công tước xứ Saxe- Coburg và Gotha 1884-1954              | Charles Edward Công tước xứ Saxe- Coburg và Gotha 1884-1954              |  |  | Victoria Eugenie của Battenberg, Vương hậu Tây Ban Nha 1887-1969 | Victoria Eugenie của Battenberg, Vương hậu Tây Ban Nha 1887-1969 | Victoria Eugenie của Battenberg, Vương hậu Tây Ban Nha 1887-1969 | Victoria Eugenie của Battenberg, Vương hậu Tây Ban Nha 1887-1969 | Victoria Eugenie của Battenberg, Vương hậu Tây Ban Nha 1887-1969 | Victoria Eugenie của Battenberg, Vương hậu Tây Ban Nha 1887-1969 |  |  | William II Hoàng đế Đức 1888-1918 1859-1941          | William II Hoàng đế Đức 1888-1918 1859-1941          | William II Hoàng đế Đức 1888-1918 1859-1941          | William II Hoàng đế Đức 1888-1918 1859-1941          | William II Hoàng đế Đức 1888-1918 1859-1941          | William II Hoàng đế Đức 1888-1918 1859-1941          |  |  | Sophie của Phổ, Vương hậu Hy Lạp 1870-1932 | Sophie của Phổ, Vương hậu Hy Lạp 1870-1932 | Sophie của Phổ, Vương hậu Hy Lạp 1870-1932 | Sophie của Phổ, Vương hậu Hy Lạp 1870-1932 | Sophie của Phổ, Vương hậu Hy Lạp 1870-1932 | Sophie của Phổ, Vương hậu Hy Lạp 1870-1932 |  |  |  |  |  |  |  |  |  |  |  |  |  |  |  |  |  |  |  |  |  |  |  |  |  |  |  |  |  |  |  |  |  |  |  |  |  |  |  |  |  |  |  |  |  |  |  |  |
| Victoria của Hessen và Rhein, Hầu tước phu nhân xứ Milford Haven 1863-1950 | Victoria của Hessen và Rhein, Hầu tước phu nhân xứ Milford Haven 1863-1950 | Victoria của Hessen và Rhein, Hầu tước phu nhân xứ Milford Haven 1863-1950 | Victoria của Hessen và Rhein, Hầu tước phu nhân xứ Milford Haven 1863-1950 | Victoria của Hessen và Rhein, Hầu tước phu nhân xứ Milford Haven 1863-1950 | Victoria của Hessen và Rhein, Hầu tước phu nhân xứ Milford Haven 1863-1950 |  |  | George V 1910-1936 1865-1936           | George V 1910-1936 1865-1936           | George V 1910-1936 1865-1936           | George V 1910-1936 1865-1936           | George V 1910-1936 1865-1936           | George V 1910-1936 1865-1936           |  |  | Maud của Liên hiệp Anh 1869-1938     | Maud của Liên hiệp Anh 1869-1938     | Maud của Liên hiệp Anh 1869-1938     | Maud của Liên hiệp Anh 1869-1938     | Maud của Liên hiệp Anh 1869-1938     | Maud của Liên hiệp Anh 1869-1938     |  |  | Margaret xứ Connaught 1882-1920                       | Margaret xứ Connaught 1882-1920                       | Margaret xứ Connaught 1882-1920                       | Margaret xứ Connaught 1882-1920                       | Margaret xứ Connaught 1882-1920                       | Margaret xứ Connaught 1882-1920                       |  |  |                                                  |                                                  |                                                  |                                                  |                                                  |                                                  |  |  | Charles Edward Công tước xứ Saxe- Coburg và Gotha 1884-1954              | Charles Edward Công tước xứ Saxe- Coburg và Gotha 1884-1954              | Charles Edward Công tước xứ Saxe- Coburg và Gotha 1884-1954              | Charles Edward Công tước xứ Saxe- Coburg và Gotha 1884-1954              | Charles Edward Công tước xứ Saxe- Coburg và Gotha 1884-1954              | Charles Edward Công tước xứ Saxe- Coburg và Gotha 1884-1954              |  |  | Victoria Eugenie của Battenberg, Vương hậu Tây Ban Nha 1887-1969 | Victoria Eugenie của Battenberg, Vương hậu Tây Ban Nha 1887-1969 | Victoria Eugenie của Battenberg, Vương hậu Tây Ban Nha 1887-1969 | Victoria Eugenie của Battenberg, Vương hậu Tây Ban Nha 1887-1969 | Victoria Eugenie của Battenberg, Vương hậu Tây Ban Nha 1887-1969 | Victoria Eugenie của Battenberg, Vương hậu Tây Ban Nha 1887-1969 |  |  | William II Hoàng đế Đức 1888-1918 1859-1941          | William II Hoàng đế Đức 1888-1918 1859-1941          | William II Hoàng đế Đức 1888-1918 1859-1941          | William II Hoàng đế Đức 1888-1918 1859-1941          | William II Hoàng đế Đức 1888-1918 1859-1941          | William II Hoàng đế Đức 1888-1918 1859-1941          |  |  | Sophie của Phổ, Vương hậu Hy Lạp 1870-1932 | Sophie của Phổ, Vương hậu Hy Lạp 1870-1932 | Sophie của Phổ, Vương hậu Hy Lạp 1870-1932 | Sophie của Phổ, Vương hậu Hy Lạp 1870-1932 | Sophie của Phổ, Vương hậu Hy Lạp 1870-1932 | Sophie của Phổ, Vương hậu Hy Lạp 1870-1932 |  |  |  |  |  |  |  |  |  |  |  |  |  |  |  |  |  |  |  |  |  |  |  |  |  |  |  |  |  |  |  |  |  |  |  |  |  |  |  |  |  |  |  |  |  |  |  |  |
|                                                                            |                                                                            |                                                                            |                                                                            |                                                                            |                                                                            |  |  |                                        |                                        |                                        |                                        |                                        |                                        |  |  |                                      |                                      |                                      |                                      |                                      |                                      |  |  |                                                       |                                                       |                                                       |                                                       |                                                       |                                                       |  |  |                                                  |                                                  |                                                  |                                                  |                                                  |                                                  |  |  |                                                                          |                                                                          |                                                                          |                                                                          |                                                                          |                                                                          |  |  |                                                                  |                                                                  |                                                                  |                                                                  |                                                                  |                                                                  |  |  |                                                      |                                                      |                                                      |                                                      |                                                      |                                                      |  |  |                                            |                                            |                                            |                                            |                                            |                                            |  |  |  |  |  |  |  |  |  |  |  |  |  |  |  |  |  |  |  |  |  |  |  |  |  |  |  |  |  |  |  |  |  |  |  |  |  |  |  |  |  |  |  |  |  |  |  |  |
| Alice xứ Battenberg 1885-1969                                              | Alice xứ Battenberg 1885-1969                                              | Alice xứ Battenberg 1885-1969                                              | Alice xứ Battenberg 1885-1969                                              | Alice xứ Battenberg 1885-1969                                              | Alice xứ Battenberg 1885-1969                                              |  |  | George VI của Anh 1836-1952 1895-1952  | George VI của Anh 1836-1952 1895-1952  | George VI của Anh 1836-1952 1895-1952  | George VI của Anh 1836-1952 1895-1952  | George VI của Anh 1836-1952 1895-1952  | George VI của Anh 1836-1952 1895-1952  |  |  | Olav V của Na Uy 1957-1991 1903-1991 | Olav V của Na Uy 1957-1991 1903-1991 | Olav V của Na Uy 1957-1991 1903-1991 | Olav V của Na Uy 1957-1991 1903-1991 | Olav V của Na Uy 1957-1991 1903-1991 | Olav V của Na Uy 1957-1991 1903-1991 |  |  | Ingrid của Thụy Điển, Vương hậu Đan Mạch 1910-2000    | Ingrid của Thụy Điển, Vương hậu Đan Mạch 1910-2000    | Ingrid của Thụy Điển, Vương hậu Đan Mạch 1910-2000    | Ingrid của Thụy Điển, Vương hậu Đan Mạch 1910-2000    | Ingrid của Thụy Điển, Vương hậu Đan Mạch 1910-2000    | Ingrid của Thụy Điển, Vương hậu Đan Mạch 1910-2000    |  |  | Gustaf Adolf Công tước xứ Västerbotten 1906-1947 | Gustaf Adolf Công tước xứ Västerbotten 1906-1947 | Gustaf Adolf Công tước xứ Västerbotten 1906-1947 | Gustaf Adolf Công tước xứ Västerbotten 1906-1947 | Gustaf Adolf Công tước xứ Västerbotten 1906-1947 | Gustaf Adolf Công tước xứ Västerbotten 1906-1947 |  |  | Sibylla của Saxe-Coburg và Gotha, nữ công tước xứ Västerbotten 1908-1972 | Sibylla của Saxe-Coburg và Gotha, nữ công tước xứ Västerbotten 1908-1972 | Sibylla của Saxe-Coburg và Gotha, nữ công tước xứ Västerbotten 1908-1972 | Sibylla của Saxe-Coburg và Gotha, nữ công tước xứ Västerbotten 1908-1972 | Sibylla của Saxe-Coburg và Gotha, nữ công tước xứ Västerbotten 1908-1972 | Sibylla của Saxe-Coburg và Gotha, nữ công tước xứ Västerbotten 1908-1972 |  |  | Juan Bá tước xứ Barcelona 1913-1993                              | Juan Bá tước xứ Barcelona 1913-1993                              | Juan Bá tước xứ Barcelona 1913-1993                              | Juan Bá tước xứ Barcelona 1913-1993                              | Juan Bá tước xứ Barcelona 1913-1993                              | Juan Bá tước xứ Barcelona 1913-1993                              |  |  | Viktoria Luise của Phổ 1892-1980                     | Viktoria Luise của Phổ 1892-1980                     | Viktoria Luise của Phổ 1892-1980                     | Viktoria Luise của Phổ 1892-1980                     | Viktoria Luise của Phổ 1892-1980                     | Viktoria Luise của Phổ 1892-1980                     |  |  |                                            |                                            |                                            |                                            |                                            |                                            |  |  |  |  |  |  |  |  |  |  |  |  |  |  |  |  |  |  |  |  |  |  |  |  |  |  |  |  |  |  |  |  |  |  |  |  |  |  |  |  |  |  |  |  |  |  |  |  |
| Alice xứ Battenberg 1885-1969                                              | Alice xứ Battenberg 1885-1969                                              | Alice xứ Battenberg 1885-1969                                              | Alice xứ Battenberg 1885-1969                                              | Alice xứ Battenberg 1885-1969                                              | Alice xứ Battenberg 1885-1969                                              |  |  | George VI của Anh 1836-1952 1895-1952  | George VI của Anh 1836-1952 1895-1952  | George VI của Anh 1836-1952 1895-1952  | George VI của Anh 1836-1952 1895-1952  | George VI của Anh 1836-1952 1895-1952  | George VI của Anh 1836-1952 1895-1952  |  |  | Olav V của Na Uy 1957-1991 1903-1991 | Olav V của Na Uy 1957-1991 1903-1991 | Olav V của Na Uy 1957-1991 1903-1991 | Olav V của Na Uy 1957-1991 1903-1991 | Olav V của Na Uy 1957-1991 1903-1991 | Olav V của Na Uy 1957-1991 1903-1991 |  |  | Ingrid của Thụy Điển, Vương hậu Đan Mạch 1910-2000    | Ingrid của Thụy Điển, Vương hậu Đan Mạch 1910-2000    | Ingrid của Thụy Điển, Vương hậu Đan Mạch 1910-2000    | Ingrid của Thụy Điển, Vương hậu Đan Mạch 1910-2000    | Ingrid của Thụy Điển, Vương hậu Đan Mạch 1910-2000    | Ingrid của Thụy Điển, Vương hậu Đan Mạch 1910-2000    |  |  | Gustaf Adolf Công tước xứ Västerbotten 1906-1947 | Gustaf Adolf Công tước xứ Västerbotten 1906-1947 | Gustaf Adolf Công tước xứ Västerbotten 1906-1947 | Gustaf Adolf Công tước xứ Västerbotten 1906-1947 | Gustaf Adolf Công tước xứ Västerbotten 1906-1947 | Gustaf Adolf Công tước xứ Västerbotten 1906-1947 |  |  | Sibylla của Saxe-Coburg và Gotha, nữ công tước xứ Västerbotten 1908-1972 | Sibylla của Saxe-Coburg và Gotha, nữ công tước xứ Västerbotten 1908-1972 | Sibylla của Saxe-Coburg và Gotha, nữ công tước xứ Västerbotten 1908-1972 | Sibylla của Saxe-Coburg và Gotha, nữ công tước xứ Västerbotten 1908-1972 | Sibylla của Saxe-Coburg và Gotha, nữ công tước xứ Västerbotten 1908-1972 | Sibylla của Saxe-Coburg và Gotha, nữ công tước xứ Västerbotten 1908-1972 |  |  | Juan Bá tước xứ Barcelona 1913-1993                              | Juan Bá tước xứ Barcelona 1913-1993                              | Juan Bá tước xứ Barcelona 1913-1993                              | Juan Bá tước xứ Barcelona 1913-1993                              | Juan Bá tước xứ Barcelona 1913-1993                              | Juan Bá tước xứ Barcelona 1913-1993                              |  |  | Viktoria Luise của Phổ 1892-1980                     | Viktoria Luise của Phổ 1892-1980                     | Viktoria Luise của Phổ 1892-1980                     | Viktoria Luise của Phổ 1892-1980                     | Viktoria Luise của Phổ 1892-1980                     | Viktoria Luise của Phổ 1892-1980                     |  |  |                                            |                                            |                                            |                                            |                                            |                                            |  |  |  |  |  |  |  |  |  |  |  |  |  |  |  |  |  |  |  |  |  |  |  |  |  |  |  |  |  |  |  |  |  |  |  |  |  |  |  |  |  |  |  |  |  |  |  |  |
|                                                                            |                                                                            |                                                                            |                                                                            |                                                                            |                                                                            |  |  |                                        |                                        |                                        |                                        |                                        |                                        |  |  |                                      |                                      |                                      |                                      |                                      |                                      |  |  |                                                       |                                                       |                                                       |                                                       |                                                       |                                                       |  |  |                                                  |                                                  |                                                  |                                                  |                                                  |                                                  |  |  |                                                                          |                                                                          |                                                                          |                                                                          |                                                                          |                                                                          |  |  |                                                                  |                                                                  |                                                                  |                                                                  |                                                                  |                                                                  |  |  |                                                      |                                                      |                                                      |                                                      |                                                      |                                                      |  |  |                                            |                                            |                                            |                                            |                                            |                                            |  |  |  |  |  |  |  |  |  |  |  |  |  |  |  |  |  |  |  |  |  |  |  |  |  |  |  |  |  |  |  |  |  |  |  |  |  |  |  |  |  |  |  |  |  |  |  |  |
|                                                                            |                                                                            |                                                                            |                                                                            |                                                                            |                                                                            |  |  |                                        |                                        |                                        |                                        |                                        |                                        |  |  |                                      |                                      |                                      |                                      |                                      |                                      |  |  |                                                       |                                                       |                                                       |                                                       |                                                       |                                                       |  |  |                                                  |                                                  |                                                  |                                                  |                                                  |                                                  |  |  |                                                                          |                                                                          |                                                                          |                                                                          |                                                                          |                                                                          |  |  |                                                                  |                                                                  |                                                                  |                                                                  |                                                                  |                                                                  |  |  |                                                      |                                                      |                                                      |                                                      |                                                      |                                                      |  |  |                                            |                                            |                                            |                                            |                                            |                                            |  |  |  |  |  |  |  |  |  |  |  |  |  |  |  |  |  |  |  |  |  |  |  |  |  |  |  |  |  |  |  |  |  |  |  |  |  |  |  |  |  |  |  |  |  |  |  |  |
| Philippos của Hy Lạp và Đan Mạch Công tước xứ Edinburgh 1921-              | Philippos của Hy Lạp và Đan Mạch Công tước xứ Edinburgh 1921-              | Philippos của Hy Lạp và Đan Mạch Công tước xứ Edinburgh 1921-              | Philippos của Hy Lạp và Đan Mạch Công tước xứ Edinburgh 1921-              | Philippos của Hy Lạp và Đan Mạch Công tước xứ Edinburgh 1921-              | Philippos của Hy Lạp và Đan Mạch Công tước xứ Edinburgh 1921-              |  |  | Elizabeth II 1952- 1926-               | Elizabeth II 1952- 1926-               | Elizabeth II 1952- 1926-               | Elizabeth II 1952- 1926-               | Elizabeth II 1952- 1926-               | Elizabeth II 1952- 1926-               |  |  | Harald V của Na Uy 1991- 1937-       | Harald V của Na Uy 1991- 1937-       | Harald V của Na Uy 1991- 1937-       | Harald V của Na Uy 1991- 1937-       | Harald V của Na Uy 1991- 1937-       | Harald V của Na Uy 1991- 1937-       |  |  | Margrethe II của Đan Mạch 1972- 1940-                 | Margrethe II của Đan Mạch 1972- 1940-                 | Margrethe II của Đan Mạch 1972- 1940-                 | Margrethe II của Đan Mạch 1972- 1940-                 | Margrethe II của Đan Mạch 1972- 1940-                 | Margrethe II của Đan Mạch 1972- 1940-                 |  |  | Carl XVI Gustaf của Thụy Điển 1973- 1946-        | Carl XVI Gustaf của Thụy Điển 1973- 1946-        | Carl XVI Gustaf của Thụy Điển 1973- 1946-        | Carl XVI Gustaf của Thụy Điển 1973- 1946-        | Carl XVI Gustaf của Thụy Điển 1973- 1946-        | Carl XVI Gustaf của Thụy Điển 1973- 1946-        |  |  |                                                                          |                                                                          |                                                                          |                                                                          |                                                                          |                                                                          |  |  |                                                                  |                                                                  |                                                                  |                                                                  |                                                                  |                                                                  |  |  | Friederike Luise của Hannover 1917-1981              | Friederike Luise của Hannover 1917-1981              | Friederike Luise của Hannover 1917-1981              | Friederike Luise của Hannover 1917-1981              | Friederike Luise của Hannover 1917-1981              | Friederike Luise của Hannover 1917-1981              |  |  | Pavlos I của Hy Lạp 1947-1964 1901-1964    | Pavlos I của Hy Lạp 1947-1964 1901-1964    | Pavlos I của Hy Lạp 1947-1964 1901-1964    | Pavlos I của Hy Lạp 1947-1964 1901-1964    | Pavlos I của Hy Lạp 1947-1964 1901-1964    | Pavlos I của Hy Lạp 1947-1964 1901-1964    |  |  |  |  |  |  |  |  |  |  |  |  |  |  |  |  |  |  |  |  |  |  |  |  |  |  |  |  |  |  |  |  |  |  |  |  |  |  |  |  |  |  |  |  |  |  |  |  |
| Philippos của Hy Lạp và Đan Mạch Công tước xứ Edinburgh 1921-              | Philippos của Hy Lạp và Đan Mạch Công tước xứ Edinburgh 1921-              | Philippos của Hy Lạp và Đan Mạch Công tước xứ Edinburgh 1921-              | Philippos của Hy Lạp và Đan Mạch Công tước xứ Edinburgh 1921-              | Philippos của Hy Lạp và Đan Mạch Công tước xứ Edinburgh 1921-              | Philippos của Hy Lạp và Đan Mạch Công tước xứ Edinburgh 1921-              |  |  | Elizabeth II 1952- 1926-               | Elizabeth II 1952- 1926-               | Elizabeth II 1952- 1926-               | Elizabeth II 1952- 1926-               | Elizabeth II 1952- 1926-               | Elizabeth II 1952- 1926-               |  |  | Harald V của Na Uy 1991- 1937-       | Harald V của Na Uy 1991- 1937-       | Harald V của Na Uy 1991- 1937-       | Harald V của Na Uy 1991- 1937-       | Harald V của Na Uy 1991- 1937-       | Harald V của Na Uy 1991- 1937-       |  |  | Margrethe II của Đan Mạch 1972- 1940-                 | Margrethe II của Đan Mạch 1972- 1940-                 | Margrethe II của Đan Mạch 1972- 1940-                 | Margrethe II của Đan Mạch 1972- 1940-                 | Margrethe II của Đan Mạch 1972- 1940-                 | Margrethe II của Đan Mạch 1972- 1940-                 |  |  | Carl XVI Gustaf của Thụy Điển 1973- 1946-        | Carl XVI Gustaf của Thụy Điển 1973- 1946-        | Carl XVI Gustaf của Thụy Điển 1973- 1946-        | Carl XVI Gustaf của Thụy Điển 1973- 1946-        | Carl XVI Gustaf của Thụy Điển 1973- 1946-        | Carl XVI Gustaf của Thụy Điển 1973- 1946-        |  |  |                                                                          |                                                                          |                                                                          |                                                                          |                                                                          |                                                                          |  |  |                                                                  |                                                                  |                                                                  |                                                                  |                                                                  |                                                                  |  |  | Friederike Luise của Hannover 1917-1981              | Friederike Luise của Hannover 1917-1981              | Friederike Luise của Hannover 1917-1981              | Friederike Luise của Hannover 1917-1981              | Friederike Luise của Hannover 1917-1981              | Friederike Luise của Hannover 1917-1981              |  |  | Pavlos I của Hy Lạp 1947-1964 1901-1964    | Pavlos I của Hy Lạp 1947-1964 1901-1964    | Pavlos I của Hy Lạp 1947-1964 1901-1964    | Pavlos I của Hy Lạp 1947-1964 1901-1964    | Pavlos I của Hy Lạp 1947-1964 1901-1964    | Pavlos I của Hy Lạp 1947-1964 1901-1964    |  |  |  |  |  |  |  |  |  |  |  |  |  |  |  |  |  |  |  |  |  |  |  |  |  |  |  |  |  |  |  |  |  |  |  |  |  |  |  |  |  |  |  |  |  |  |  |  |
|                                                                            |                                                                            |                                                                            |                                                                            |                                                                            |                                                                            |  |  |                                        |                                        |                                        |                                        |                                        |                                        |  |  |                                      |                                      |                                      |                                      |                                      |                                      |  |  |                                                       |                                                       |                                                       |                                                       |                                                       |                                                       |  |  |                                                  |                                                  |                                                  |                                                  |                                                  |                                                  |  |  |                                                                          |                                                                          |                                                                          |                                                                          |                                                                          |                                                                          |  |  |                                                                  |                                                                  |                                                                  |                                                                  |                                                                  |                                                                  |  |  |                                                      |                                                      |                                                      |                                                      |                                                      |                                                      |  |  |                                            |                                            |                                            |                                            |                                            |                                            |  |  |  |  |  |  |  |  |  |  |  |  |  |  |  |  |  |  |  |  |  |  |  |  |  |  |  |  |  |  |  |  |  |  |  |  |  |  |  |  |  |  |  |  |  |  |  |  |
|                                                                            |                                                                            |                                                                            |                                                                            |                                                                            |                                                                            |  |  |                                        |                                        |                                        |                                        |                                        |                                        |  |  |                                      |                                      |                                      |                                      |                                      |                                      |  |  |                                                       |                                                       |                                                       |                                                       |                                                       |                                                       |  |  |                                                  |                                                  |                                                  |                                                  |                                                  |                                                  |  |  |                                                                          |                                                                          |                                                                          |                                                                          |                                                                          |                                                                          |  |  |                                                                  |                                                                  |                                                                  |                                                                  |                                                                  |                                                                  |  |  |                                                      |                                                      |                                                      |                                                      |                                                      |                                                      |  |  |                                            |                                            |                                            |                                            |                                            |                                            |  |  |  |  |  |  |  |  |  |  |  |  |  |  |  |  |  |  |  |  |  |  |  |  |  |  |  |  |  |  |  |  |  |  |  |  |  |  |  |  |  |  |  |  |  |  |  |  |
|                                                                            |                                                                            |                                                                            |                                                                            |                                                                            |                                                                            |  |  |                                        |                                        |                                        |                                        |                                        |                                        |  |  |                                      |                                      |                                      |                                      |                                      |                                      |  |  |                                                       |                                                       |                                                       |                                                       |                                                       |                                                       |  |  |                                                  |                                                  |                                                  |                                                  |                                                  |                                                  |  |  |                                                                          |                                                                          |                                                                          |                                                                          |                                                                          |                                                                          |  |  | Juan Carlos I của Tây Ban Nha 1975-2014 1938-                    | Juan Carlos I của Tây Ban Nha 1975-2014 1938-                    | Juan Carlos I của Tây Ban Nha 1975-2014 1938-                    | Juan Carlos I của Tây Ban Nha 1975-2014 1938-                    | Juan Carlos I của Tây Ban Nha 1975-2014 1938-                    | Juan Carlos I của Tây Ban Nha 1975-2014 1938-                    |  |  | Sophia của Hy Lạp và Đan Mạch, Vương hậu Tây Ban Nha | Sophia của Hy Lạp và Đan Mạch, Vương hậu Tây Ban Nha | Sophia của Hy Lạp và Đan Mạch, Vương hậu Tây Ban Nha | Sophia của Hy Lạp và Đan Mạch, Vương hậu Tây Ban Nha | Sophia của Hy Lạp và Đan Mạch, Vương hậu Tây Ban Nha | Sophia của Hy Lạp và Đan Mạch, Vương hậu Tây Ban Nha |  |  |                                            |                                            |                                            |                                            |                                            |                                            |  |  |  |  |  |  |  |  |  |  |  |  |  |  |  |  |  |  |  |  |  |  |  |  |  |  |  |  |  |  |  |  |  |  |  |  |  |  |  |  |  |  |  |  |  |  |  |  |
|                                                                            |                                                                            |                                                                            |                                                                            |                                                                            |                                                                            |  |  |                                        |                                        |                                        |                                        |                                        |                                        |  |  |                                      |                                      |                                      |                                      |                                      |                                      |  |  |                                                       |                                                       |                                                       |                                                       |                                                       |                                                       |  |  |                                                  |                                                  |                                                  |                                                  |                                                  |                                                  |  |  |                                                                          |                                                                          |                                                                          |                                                                          |                                                                          |                                                                          |  |  | Juan Carlos I của Tây Ban Nha 1975-2014 1938-                    | Juan Carlos I của Tây Ban Nha 1975-2014 1938-                    | Juan Carlos I của Tây Ban Nha 1975-2014 1938-                    | Juan Carlos I của Tây Ban Nha 1975-2014 1938-                    | Juan Carlos I của Tây Ban Nha 1975-2014 1938-                    | Juan Carlos I của Tây Ban Nha 1975-2014 1938-                    |  |  | Sophia của Hy Lạp và Đan Mạch, Vương hậu Tây Ban Nha | Sophia của Hy Lạp và Đan Mạch, Vương hậu Tây Ban Nha | Sophia của Hy Lạp và Đan Mạch, Vương hậu Tây Ban Nha | Sophia của Hy Lạp và Đan Mạch, Vương hậu Tây Ban Nha | Sophia của Hy Lạp và Đan Mạch, Vương hậu Tây Ban Nha | Sophia của Hy Lạp và Đan Mạch, Vương hậu Tây Ban Nha |  |  |                                            |                                            |                                            |                                            |                                            |                                            |  |  |  |  |  |  |  |  |  |  |  |  |  |  |  |  |  |  |  |  |  |  |  |  |  |  |  |  |  |  |  |  |  |  |  |  |  |  |  |  |  |  |  |  |  |  |  |  |
|                                                                            |                                                                            |                                                                            |                                                                            |                                                                            |                                                                            |  |  |                                        |                                        |                                        |                                        |                                        |                                        |  |  |                                      |                                      |                                      |                                      |                                      |                                      |  |  |                                                       |                                                       |                                                       |                                                       |                                                       |                                                       |  |  |                                                  |                                                  |                                                  |                                                  |                                                  |                                                  |  |  |                                                                          |                                                                          |                                                                          |                                                                          |                                                                          |                                                                          |  |  |                                                                  |                                                                  |                                                                  |                                                                  |                                                                  |                                                                  |  |  |                                                      |                                                      |                                                      |                                                      |                                                      |                                                      |  |  |                                            |                                            |                                            |                                            |                                            |                                            |  |  |  |  |  |  |  |  |  |  |  |  |  |  |  |  |  |  |  |  |  |  |  |  |  |  |  |  |  |  |  |  |  |  |  |  |  |  |  |  |  |  |  |  |  |  |  |  |
|                                                                            |                                                                            |                                                                            |                                                                            |                                                                            |                                                                            |  |  |                                        |                                        |                                        |                                        |                                        |                                        |  |  |                                      |                                      |                                      |                                      |                                      |                                      |  |  |                                                       |                                                       |                                                       |                                                       |                                                       |                                                       |  |  |                                                  |                                                  |                                                  |                                                  |                                                  |                                                  |  |  |                                                                          |                                                                          |                                                                          |                                                                          |                                                                          |                                                                          |  |  |                                                                  |                                                                  |                                                                  |                                                                  |                                                                  |                                                                  |  |  |                                                      |                                                      |                                                      |                                                      |                                                      |                                                      |  |  |                                            |                                            |                                            |                                            |                                            |                                            |  |  |  |  |  |  |  |  |  |  |  |  |  |  |  |  |  |  |  |  |  |  |  |  |  |  |  |  |  |  |  |  |  |  |  |  |  |  |  |  |  |  |  |  |  |  |  |  |
|                                                                            |                                                                            |                                                                            |                                                                            |                                                                            |                                                                            |  |  |                                        |                                        |                                        |                                        |                                        |                                        |  |  |                                      |                                      |                                      |                                      |                                      |                                      |  |  |                                                       |                                                       |                                                       |                                                       |                                                       |                                                       |  |  |                                                  |                                                  |                                                  |                                                  |                                                  |                                                  |  |  |                                                                          |                                                                          |                                                                          |                                                                          |                                                                          |                                                                          |  |  | Felipe VI của Tây Ban Nha 2014- 1968-                            |                                                                  |                                                                  |                                                                  |                                                                  |                                                                  |  |  |                                                      |                                                      |                                                      |                                                      |                                                      |                                                      |  |  |                                            |                                            |                                            |                                            |                                            |                                            |  |  |  |  |  |  |  |  |  |  |  |  |  |  |  |  |  |  |  |  |  |  |  |  |  |  |  |  |  |  |  |  |  |  |  |  |  |  |  |  |  |  |  |  |  |  |  |  |

## Hậu duệ vua Christian IX
|                           |                           |                           |                           |                           |                           |  |  |                            |                            |                            |                            |                            |                            |  |  |                            |                            |                            |                            |                            |                            |  |  | Christian IX của Đan Mạch |                        |                        |                        |                        |                        |  |  |                   |                   |                   |                   |                   |                   |  |  |                                                          |                                                          |                                                          |                                                          |                                                          |                                                          |  |  |                              |                              |                              |                              |                              |                              |  |  |                            |                            |                            |                            |                            |                            |  |  |                                        |                                        |                                        |                                        |                                        |                                        |  |  |  |  |  |  |  |  |  |  |  |  |  |  |  |  |  |  |  |  |  |  |  |  |  |  |  |  |  |  |
|                           |                           |                           |                           |                           |                           |  |  |                            |                            |                            |                            |                            |                            |  |  |                            |                            |                            |                            |                            |                            |  |  |                           |                        |                        |                        |                        |                        |  |  |                   |                   |                   |                   |                   |                   |  |  |                                                          |                                                          |                                                          |                                                          |                                                          |                                                          |  |  |                              |                              |                              |                              |                              |                              |  |  |                            |                            |                            |                            |                            |                            |  |  |                                        |                                        |                                        |                                        |                                        |                                        |  |  |  |  |  |  |  |  |  |  |  |  |  |  |  |  |  |  |  |  |  |  |  |  |  |  |  |  |  |  |
|                           |                           |                           |                           |                           |                           |  |  |                            |                            |                            |                            |                            |                            |  |  |                            |                            |                            |                            |                            |                            |  |  |                           |                        |                        |                        |                        |                        |  |  |                   |                   |                   |                   |                   |                   |  |  |                                                          |                                                          |                                                          |                                                          |                                                          |                                                          |  |  |                              |                              |                              |                              |                              |                              |  |  |                            |                            |                            |                            |                            |                            |  |  |                                        |                                        |                                        |                                        |                                        |                                        |  |  |  |  |  |  |  |  |  |  |  |  |  |  |  |  |  |  |  |  |  |  |  |  |  |  |  |  |  |  |
|                           |                           |                           |                           |                           |                           |  |  |                            |                            |                            |                            |                            |                            |  |  | Frederik VIII của Đan Mạch | Frederik VIII của Đan Mạch | Frederik VIII của Đan Mạch | Frederik VIII của Đan Mạch | Frederik VIII của Đan Mạch | Frederik VIII của Đan Mạch |  |  | Alexandra của Đan Mạch    | Alexandra của Đan Mạch | Alexandra của Đan Mạch | Alexandra của Đan Mạch | Alexandra của Đan Mạch | Alexandra của Đan Mạch |  |  |                   |                   |                   |                   |                   |                   |  |  | Georgios I của Hy Lạp                                    | Georgios I của Hy Lạp                                    | Georgios I của Hy Lạp                                    | Georgios I của Hy Lạp                                    | Georgios I của Hy Lạp                                    | Georgios I của Hy Lạp                                    |  |  |                              |                              |                              |                              |                              |                              |  |  | Dagmar của Đan Mạch        | Dagmar của Đan Mạch        | Dagmar của Đan Mạch        | Dagmar của Đan Mạch        | Dagmar của Đan Mạch        | Dagmar của Đan Mạch        |  |  | Thyra của Đan Mạch                     | Thyra của Đan Mạch                     | Thyra của Đan Mạch                     | Thyra của Đan Mạch                     | Thyra của Đan Mạch                     | Thyra của Đan Mạch                     |  |  |  |  |  |  |  |  |  |  |  |  |  |  |  |  |  |  |  |  |  |  |  |  |  |  |  |  |  |  |
|                           |                           |                           |                           |                           |                           |  |  |                            |                            |                            |                            |                            |                            |  |  | Frederik VIII của Đan Mạch | Frederik VIII của Đan Mạch | Frederik VIII của Đan Mạch | Frederik VIII của Đan Mạch | Frederik VIII của Đan Mạch | Frederik VIII của Đan Mạch |  |  | Alexandra của Đan Mạch    | Alexandra của Đan Mạch | Alexandra của Đan Mạch | Alexandra của Đan Mạch | Alexandra của Đan Mạch | Alexandra của Đan Mạch |  |  |                   |                   |                   |                   |                   |                   |  |  | Georgios I của Hy Lạp                                    | Georgios I của Hy Lạp                                    | Georgios I của Hy Lạp                                    | Georgios I của Hy Lạp                                    | Georgios I của Hy Lạp                                    | Georgios I của Hy Lạp                                    |  |  |                              |                              |                              |                              |                              |                              |  |  | Dagmar của Đan Mạch        | Dagmar của Đan Mạch        | Dagmar của Đan Mạch        | Dagmar của Đan Mạch        | Dagmar của Đan Mạch        | Dagmar của Đan Mạch        |  |  | Thyra của Đan Mạch                     | Thyra của Đan Mạch                     | Thyra của Đan Mạch                     | Thyra của Đan Mạch                     | Thyra của Đan Mạch                     | Thyra của Đan Mạch                     |  |  |  |  |  |  |  |  |  |  |  |  |  |  |  |  |  |  |  |  |  |  |  |  |  |  |  |  |  |  |
|                           |                           |                           |                           |                           |                           |  |  |                            |                            |                            |                            |                            |                            |  |  |                            |                            |                            |                            |                            |                            |  |  |                           |                        |                        |                        |                        |                        |  |  |                   |                   |                   |                   |                   |                   |  |  |                                                          |                                                          |                                                          |                                                          |                                                          |                                                          |  |  |                              |                              |                              |                              |                              |                              |  |  |                            |                            |                            |                            |                            |                            |  |  |                                        |                                        |                                        |                                        |                                        |                                        |  |  |  |  |  |  |  |  |  |  |  |  |  |  |  |  |  |  |  |  |  |  |  |  |  |  |  |  |  |  |
| Christian X của Đan Mạch  | Christian X của Đan Mạch  | Christian X của Đan Mạch  | Christian X của Đan Mạch  | Christian X của Đan Mạch  | Christian X của Đan Mạch  |  |  | Ingeborg của Đan Mạch      | Ingeborg của Đan Mạch      | Ingeborg của Đan Mạch      | Ingeborg của Đan Mạch      | Ingeborg của Đan Mạch      | Ingeborg của Đan Mạch      |  |  | Haakon VII của Na Uy       | Haakon VII của Na Uy       | Haakon VII của Na Uy       | Haakon VII của Na Uy       | Haakon VII của Na Uy       | Haakon VII của Na Uy       |  |  | Maud của Liên hiệp Anh    | Maud của Liên hiệp Anh | Maud của Liên hiệp Anh | Maud của Liên hiệp Anh | Maud của Liên hiệp Anh | Maud của Liên hiệp Anh |  |  | George V của Anh  | George V của Anh  | George V của Anh  | George V của Anh  | George V của Anh  | George V của Anh  |  |  | Andreas của Hy Lạp và Đan Mạch                           | Andreas của Hy Lạp và Đan Mạch                           | Andreas của Hy Lạp và Đan Mạch                           | Andreas của Hy Lạp và Đan Mạch                           | Andreas của Hy Lạp và Đan Mạch                           | Andreas của Hy Lạp và Đan Mạch                           |  |  | Constantine I của Hy Lạp     | Constantine I của Hy Lạp     | Constantine I của Hy Lạp     | Constantine I của Hy Lạp     | Constantine I của Hy Lạp     | Constantine I của Hy Lạp     |  |  | Nikolai II của Nga         | Nikolai II của Nga         | Nikolai II của Nga         | Nikolai II của Nga         | Nikolai II của Nga         | Nikolai II của Nga         |  |  | Ernst August Công tước xứ Braunschweig | Ernst August Công tước xứ Braunschweig | Ernst August Công tước xứ Braunschweig | Ernst August Công tước xứ Braunschweig | Ernst August Công tước xứ Braunschweig | Ernst August Công tước xứ Braunschweig |  |  |  |  |  |  |  |  |  |  |  |  |  |  |  |  |  |  |  |  |  |  |  |  |  |  |  |  |  |  |
| Christian X của Đan Mạch  | Christian X của Đan Mạch  | Christian X của Đan Mạch  | Christian X của Đan Mạch  | Christian X của Đan Mạch  | Christian X của Đan Mạch  |  |  | Ingeborg của Đan Mạch      | Ingeborg của Đan Mạch      | Ingeborg của Đan Mạch      | Ingeborg của Đan Mạch      | Ingeborg của Đan Mạch      | Ingeborg của Đan Mạch      |  |  | Haakon VII của Na Uy       | Haakon VII của Na Uy       | Haakon VII của Na Uy       | Haakon VII của Na Uy       | Haakon VII của Na Uy       | Haakon VII của Na Uy       |  |  | Maud của Liên hiệp Anh    | Maud của Liên hiệp Anh | Maud của Liên hiệp Anh | Maud của Liên hiệp Anh | Maud của Liên hiệp Anh | Maud của Liên hiệp Anh |  |  | George V của Anh  | George V của Anh  | George V của Anh  | George V của Anh  | George V của Anh  | George V của Anh  |  |  | Andreas của Hy Lạp và Đan Mạch                           | Andreas của Hy Lạp và Đan Mạch                           | Andreas của Hy Lạp và Đan Mạch                           | Andreas của Hy Lạp và Đan Mạch                           | Andreas của Hy Lạp và Đan Mạch                           | Andreas của Hy Lạp và Đan Mạch                           |  |  | Constantine I của Hy Lạp     | Constantine I của Hy Lạp     | Constantine I của Hy Lạp     | Constantine I của Hy Lạp     | Constantine I của Hy Lạp     | Constantine I của Hy Lạp     |  |  | Nikolai II của Nga         | Nikolai II của Nga         | Nikolai II của Nga         | Nikolai II của Nga         | Nikolai II của Nga         | Nikolai II của Nga         |  |  | Ernst August Công tước xứ Braunschweig | Ernst August Công tước xứ Braunschweig | Ernst August Công tước xứ Braunschweig | Ernst August Công tước xứ Braunschweig | Ernst August Công tước xứ Braunschweig | Ernst August Công tước xứ Braunschweig |  |  |  |  |  |  |  |  |  |  |  |  |  |  |  |  |  |  |  |  |  |  |  |  |  |  |  |  |  |  |
|                           |                           |                           |                           |                           |                           |  |  |                            |                            |                            |                            |                            |                            |  |  |                            |                            |                            |                            |                            |                            |  |  |                           |                        |                        |                        |                        |                        |  |  |                   |                   |                   |                   |                   |                   |  |  |                                                          |                                                          |                                                          |                                                          |                                                          |                                                          |  |  |                              |                              |                              |                              |                              |                              |  |  |                            |                            |                            |                            |                            |                            |  |  |                                        |                                        |                                        |                                        |                                        |                                        |  |  |  |  |  |  |  |  |  |  |  |  |  |  |  |  |  |  |  |  |  |  |  |  |  |  |  |  |  |  |
|                           |                           |                           |                           |                           |                           |  |  |                            |                            |                            |                            |                            |                            |  |  |                            |                            |                            |                            |                            |                            |  |  |                           |                        |                        |                        |                        |                        |  |  |                   |                   |                   |                   |                   |                   |  |  |                                                          |                                                          |                                                          |                                                          |                                                          |                                                          |  |  |                              |                              |                              |                              |                              |                              |  |  |                            |                            |                            |                            |                            |                            |  |  |                                        |                                        |                                        |                                        |                                        |                                        |  |  |  |  |  |  |  |  |  |  |  |  |  |  |  |  |  |  |  |  |  |  |  |  |  |  |  |  |  |  |
| Frederick IX của Đan Mạch | Frederick IX của Đan Mạch | Frederick IX của Đan Mạch | Frederick IX của Đan Mạch | Frederick IX của Đan Mạch | Frederick IX của Đan Mạch |  |  | Astrid của Thụy Điển       | Astrid của Thụy Điển       | Astrid của Thụy Điển       | Astrid của Thụy Điển       | Astrid của Thụy Điển       | Astrid của Thụy Điển       |  |  | Märtha của Thụy Điển       | Märtha của Thụy Điển       | Märtha của Thụy Điển       | Märtha của Thụy Điển       | Märtha của Thụy Điển       | Märtha của Thụy Điển       |  |  | Olav V của Na Uy          | Olav V của Na Uy       | Olav V của Na Uy       | Olav V của Na Uy       | Olav V của Na Uy       | Olav V của Na Uy       |  |  | George VI của Anh | George VI của Anh | George VI của Anh | George VI của Anh | George VI của Anh | George VI của Anh |  |  |                                                          |                                                          |                                                          |                                                          |                                                          |                                                          |  |  | Helen của Hy Lạp và Đan Mạch | Helen của Hy Lạp và Đan Mạch | Helen của Hy Lạp và Đan Mạch | Helen của Hy Lạp và Đan Mạch | Helen của Hy Lạp và Đan Mạch | Helen của Hy Lạp và Đan Mạch |  |  | Paul của Hy Lạp            | Paul của Hy Lạp            | Paul của Hy Lạp            | Paul của Hy Lạp            | Paul của Hy Lạp            | Paul của Hy Lạp            |  |  | Friederike Luise của Hannover          | Friederike Luise của Hannover          | Friederike Luise của Hannover          | Friederike Luise của Hannover          | Friederike Luise của Hannover          | Friederike Luise của Hannover          |  |  |  |  |  |  |  |  |  |  |  |  |  |  |  |  |  |  |  |  |  |  |  |  |  |  |  |  |  |  |
| Frederick IX của Đan Mạch | Frederick IX của Đan Mạch | Frederick IX của Đan Mạch | Frederick IX của Đan Mạch | Frederick IX của Đan Mạch | Frederick IX của Đan Mạch |  |  | Astrid của Thụy Điển       | Astrid của Thụy Điển       | Astrid của Thụy Điển       | Astrid của Thụy Điển       | Astrid của Thụy Điển       | Astrid của Thụy Điển       |  |  | Märtha của Thụy Điển       | Märtha của Thụy Điển       | Märtha của Thụy Điển       | Märtha của Thụy Điển       | Märtha của Thụy Điển       | Märtha của Thụy Điển       |  |  | Olav V của Na Uy          | Olav V của Na Uy       | Olav V của Na Uy       | Olav V của Na Uy       | Olav V của Na Uy       | Olav V của Na Uy       |  |  | George VI của Anh | George VI của Anh | George VI của Anh | George VI của Anh | George VI của Anh | George VI của Anh |  |  |                                                          |                                                          |                                                          |                                                          |                                                          |                                                          |  |  | Helen của Hy Lạp và Đan Mạch | Helen của Hy Lạp và Đan Mạch | Helen của Hy Lạp và Đan Mạch | Helen của Hy Lạp và Đan Mạch | Helen của Hy Lạp và Đan Mạch | Helen của Hy Lạp và Đan Mạch |  |  | Paul của Hy Lạp            | Paul của Hy Lạp            | Paul của Hy Lạp            | Paul của Hy Lạp            | Paul của Hy Lạp            | Paul của Hy Lạp            |  |  | Friederike Luise của Hannover          | Friederike Luise của Hannover          | Friederike Luise của Hannover          | Friederike Luise của Hannover          | Friederike Luise của Hannover          | Friederike Luise của Hannover          |  |  |  |  |  |  |  |  |  |  |  |  |  |  |  |  |  |  |  |  |  |  |  |  |  |  |  |  |  |  |
|                           |                           |                           |                           |                           |                           |  |  |                            |                            |                            |                            |                            |                            |  |  |                            |                            |                            |                            |                            |                            |  |  |                           |                        |                        |                        |                        |                        |  |  |                   |                   |                   |                   |                   |                   |  |  |                                                          |                                                          |                                                          |                                                          |                                                          |                                                          |  |  |                              |                              |                              |                              |                              |                              |  |  |                            |                            |                            |                            |                            |                            |  |  |                                        |                                        |                                        |                                        |                                        |                                        |  |  |  |  |  |  |  |  |  |  |  |  |  |  |  |  |  |  |  |  |  |  |  |  |  |  |  |  |  |  |
|                           |                           |                           |                           |                           |                           |  |  |                            |                            |                            |                            |                            |                            |  |  |                            |                            |                            |                            |                            |                            |  |  |                           |                        |                        |                        |                        |                        |  |  |                   |                   |                   |                   |                   |                   |  |  |                                                          |                                                          |                                                          |                                                          |                                                          |                                                          |  |  |                              |                              |                              |                              |                              |                              |  |  |                            |                            |                            |                            |                            |                            |  |  |                                        |                                        |                                        |                                        |                                        |                                        |  |  |  |  |  |  |  |  |  |  |  |  |  |  |  |  |  |  |  |  |  |  |  |  |  |  |  |  |  |  |
| Margrethe II của Đan Mạch | Margrethe II của Đan Mạch | Margrethe II của Đan Mạch | Margrethe II của Đan Mạch | Margrethe II của Đan Mạch | Margrethe II của Đan Mạch |  |  | Joséphine Charlotte của Bỉ | Joséphine Charlotte của Bỉ | Joséphine Charlotte của Bỉ | Joséphine Charlotte của Bỉ | Joséphine Charlotte của Bỉ | Joséphine Charlotte của Bỉ |  |  | Albert II của Bỉ           | Albert II của Bỉ           | Albert II của Bỉ           | Albert II của Bỉ           | Albert II của Bỉ           | Albert II của Bỉ           |  |  | Harald V của Na Uy        | Harald V của Na Uy     | Harald V của Na Uy     | Harald V của Na Uy     | Harald V của Na Uy     | Harald V của Na Uy     |  |  | Elizabeth II      | Elizabeth II      | Elizabeth II      | Elizabeth II      | Elizabeth II      | Elizabeth II      |  |  | Philippos của Hy Lạp và Đan Mạch, Công tước xứ Edinburgh | Philippos của Hy Lạp và Đan Mạch, Công tước xứ Edinburgh | Philippos của Hy Lạp và Đan Mạch, Công tước xứ Edinburgh | Philippos của Hy Lạp và Đan Mạch, Công tước xứ Edinburgh | Philippos của Hy Lạp và Đan Mạch, Công tước xứ Edinburgh | Philippos của Hy Lạp và Đan Mạch, Công tước xứ Edinburgh |  |  | Mihai I của Romania          | Mihai I của Romania          | Mihai I của Romania          | Mihai I của Romania          | Mihai I của Romania          | Mihai I của Romania          |  |  | Konstantinos II của Hy Lạp | Konstantinos II của Hy Lạp | Konstantinos II của Hy Lạp | Konstantinos II của Hy Lạp | Konstantinos II của Hy Lạp | Konstantinos II của Hy Lạp |  |  | Sophia của Hy Lạp và Đan Mạch          | Sophia của Hy Lạp và Đan Mạch          | Sophia của Hy Lạp và Đan Mạch          | Sophia của Hy Lạp và Đan Mạch          | Sophia của Hy Lạp và Đan Mạch          | Sophia của Hy Lạp và Đan Mạch          |  |  |  |  |  |  |  |  |  |  |  |  |  |  |  |  |  |  |  |  |  |  |  |  |  |  |  |  |  |  |
| Margrethe II của Đan Mạch | Margrethe II của Đan Mạch | Margrethe II của Đan Mạch | Margrethe II của Đan Mạch | Margrethe II của Đan Mạch | Margrethe II của Đan Mạch |  |  | Joséphine Charlotte của Bỉ | Joséphine Charlotte của Bỉ | Joséphine Charlotte của Bỉ | Joséphine Charlotte của Bỉ | Joséphine Charlotte của Bỉ | Joséphine Charlotte của Bỉ |  |  | Albert II của Bỉ           | Albert II của Bỉ           | Albert II của Bỉ           | Albert II của Bỉ           | Albert II của Bỉ           | Albert II của Bỉ           |  |  | Harald V của Na Uy        | Harald V của Na Uy     | Harald V của Na Uy     | Harald V của Na Uy     | Harald V của Na Uy     | Harald V của Na Uy     |  |  | Elizabeth II      | Elizabeth II      | Elizabeth II      | Elizabeth II      | Elizabeth II      | Elizabeth II      |  |  | Philippos của Hy Lạp và Đan Mạch, Công tước xứ Edinburgh | Philippos của Hy Lạp và Đan Mạch, Công tước xứ Edinburgh | Philippos của Hy Lạp và Đan Mạch, Công tước xứ Edinburgh | Philippos của Hy Lạp và Đan Mạch, Công tước xứ Edinburgh | Philippos của Hy Lạp và Đan Mạch, Công tước xứ Edinburgh | Philippos của Hy Lạp và Đan Mạch, Công tước xứ Edinburgh |  |  | Mihai I của Romania          | Mihai I của Romania          | Mihai I của Romania          | Mihai I của Romania          | Mihai I của Romania          | Mihai I của Romania          |  |  | Konstantinos II của Hy Lạp | Konstantinos II của Hy Lạp | Konstantinos II của Hy Lạp | Konstantinos II của Hy Lạp | Konstantinos II của Hy Lạp | Konstantinos II của Hy Lạp |  |  | Sophia của Hy Lạp và Đan Mạch          | Sophia của Hy Lạp và Đan Mạch          | Sophia của Hy Lạp và Đan Mạch          | Sophia của Hy Lạp và Đan Mạch          | Sophia của Hy Lạp và Đan Mạch          | Sophia của Hy Lạp và Đan Mạch          |  |  |  |  |  |  |  |  |  |  |  |  |  |  |  |  |  |  |  |  |  |  |  |  |  |  |  |  |  |  |
|                           |                           |                           |                           |                           |                           |  |  |                            |                            |                            |                            |                            |                            |  |  |                            |                            |                            |                            |                            |                            |  |  |                           |                        |                        |                        |                        |                        |  |  |                   |                   |                   |                   |                   |                   |  |  |                                                          |                                                          |                                                          |                                                          |                                                          |                                                          |  |  |                              |                              |                              |                              |                              |                              |  |  |                            |                            |                            |                            |                            |                            |  |  |                                        |                                        |                                        |                                        |                                        |                                        |  |  |  |  |  |  |  |  |  |  |  |  |  |  |  |  |  |  |  |  |  |  |  |  |  |  |  |  |  |  |
|                           |                           |                           |                           |                           |                           |  |  | Henri của Luxembourg       | Henri của Luxembourg       | Henri của Luxembourg       | Henri của Luxembourg       | Henri của Luxembourg       | Henri của Luxembourg       |  |  | Philippe của Bỉ            | Philippe của Bỉ            | Philippe của Bỉ            | Philippe của Bỉ            | Philippe của Bỉ            | Philippe của Bỉ            |  |  |                           |                        |                        |                        |                        |                        |  |  |                   |                   |                   |                   |                   |                   |  |  |                                                          |                                                          |                                                          |                                                          |                                                          |                                                          |  |  |                              |                              |                              |                              |                              |                              |  |  |                            |                            |                            |                            |                            |                            |  |  | Felipe VI của Tây Ban Nha              | Felipe VI của Tây Ban Nha              | Felipe VI của Tây Ban Nha              | Felipe VI của Tây Ban Nha              | Felipe VI của Tây Ban Nha              | Felipe VI của Tây Ban Nha              |  |  |  |  |  |  |  |  |  |  |  |  |  |  |  |  |  |  |  |  |  |  |  |  |  |  |  |  |  |  |

Ghi chú
1. ↑  Vợ của Nikolai II, Alix của Hessen và Rhein, là hậu duệ của Victoria của Anh thông qua Alice của Liên hiệp Anh.
2. ↑  George VI cũng có một anh trai là Edward VIII, người cũng là vua của Liên hiệp Anh.
3. ↑  Paul có 2 anh trai, George II và Alexander, là vua của Hy Lạp.
4. ↑  Albert II có anh trai là Baudouin, là vua Bỉ.
5. ↑  Vợ Michael Anne của Bourbon-Parma, là hậu duệ của Christian IX thông qua Hoàng tử Valdemar của Đan Mạch.
6. ↑  Vợ Konstantinos II Anne-Marie của Đan Mạch, là em gái của Margrethe II.